# Liste der Monuments historiques in Bellefond (Gironde)
Die Liste der Monuments historiques in Bellefond (Gironde) führt die Monuments historiques in der französischen Gemeinde Bellefond auf.

## Liste der Bauwerke
| Bezeichnung          | Beschreibung                             | Standort | Kennzeichnung | Schutzstatus | Datum | Bild           |
| -------------------- | ---------------------------------------- | -------- | ------------- | ------------ | ----- | -------------- |
| Dolmen von Bellefond | Neolithikum                              | (Lage)   | PA00083140    | Classé       | 1889  | weitere Bilder |
| Kirche St-Eutrope    | Erbaut vermutlich ab dem 12. Jahrhundert | (Lage)   | PA00083141    | Inscrit      | 1925  | weitere Bilder |

## Liste der Objekte
| Bezeichnung | Beschreibung    | Standort                        | Kennzeichnung | Schutzstatus | Datum | Bild           |
| ----------- | --------------- | ------------------------------- | ------------- | ------------ | ----- | -------------- |
| Taufbecken  | 14. Jahrhundert | in der Kirche St-Eutrope (Lage) | PM33000082    | Classé       | 1908  | weitere Bilder |